# Чооду, Начын Александрович
Начын Александрович Чооду (род. 27 декабря 1978) — хоомейжи, мультиинструменталист, художественный руководитель ансамбля «Тыва», заслуженный артист Республики Тыва (2011).

## Биография
Родился 27 декабря 1978 года в селе Балгазын Тандынского района Тувинской АССР.
Окончив Балгазынскую среднюю школу, поступил в Кызылское училище искусств им. А. Б. Чыргал-оола на отделение тувинских национальных инструментов по классу бызаанчы. Первые навыки ансамблевого исполнения и увлечение хоомеем было в составе студенческого национального оркестра и также фольклорного ансамбля «Чангы-Хая» национального отделения под руководством Т. Т. Балдан. С однокурсниками создали группу «Олчей». После окончания училища Начын был принят в фольклорно-этнографический ансамбль «Тыва». Выступал в разных уголках Республики Тыва, в регионах России, зарубежных странах: Япония, Тайвань и др.
Он — мультиинструменталист, играющий на всех тувинских музыкальных инструментах, аранжировщик песен играл в группах «Олчей», «Алаш». В составе «Алаш» выступал в США. До 2013 года работал в коллективе Тувинского национального оркестра. С 2013 года стал художественным руководителем ансамбля «Тыва». Под его руководством в 2014 году был записан диск ансамбля «Тыва» в студии Центра тувинской культуры.

## Заслуги
- «Лучший игилист» Международного фестиваля живой музыки и веры «Устуу-Хурээ»
- дипломант Республиканских конкурсов «Игил Ак-оола»
- Заслуженный артист Республики Тыва (2011)[2]

## Семья
Со своей женой, Шончалай Оюн-ооловной, исполнительницей горлового пения, познакомился в студенческие годы. Начиная со студенческих лет и по сей день они вместе. Заслуженные артисты Республики Тыва воспитывают пятерых детей, передав знания о традициях и обычаях тувинцев, обучив их хоомею. Семьей создан ансамбль «Чооду», который принял активное участие в проекте «Лига удивительных людей». Сыновья Начына Чооду и Шончалай Ооржак подают большие надежды.